# معين الدين حيدر
معين الدين حيدر (باللغة الأردية: معین الدین حیدر)؛ (5 يونيو 1942) هو ملازم متقاعد من الجيش الباكستاني، شعل بعد التقاعد منصب حاكم السند ثم وزير الداخلية الباكستاني.
بعد تقاعده في مارس 1997 عُيَّن حاكمًا لمحافظة السند من قبل حكومة نواز شريف، واستمر في العمل كمحافظ حتى يونيو 1999 عندما استُبدل بمحمدون حسين. ثم عُين وزيراً للداخلية في باكستان. واصل قيادة الوزارة حتى انتخابات أكتوبر 2002، عندما حل محله فيصل صالح حياة. خلال فترة عمله كوزير للداخلية حاول ملاحقة قتلة مراسل صحيفة وول ستريت جورنال دانييل بيرل وتقديمهم للعدالة.

## وصلات خارجية
- سيرة معين الدين حيدر
- الملف الشخصي في مكتب الشرطة الوطنية
- مقابلة مع الفريق المتقاعد معين الدين حيدر